# بول جونسون
بول بيدي جونسون (بالإنجليزية: Paul Johnson)‏ (ولد في 2 نوفمبر 1928) هو صحفي، ومؤرخ، ومؤلف إنجليزي، ورئيس التحرير السابق لمجلة نيوستيتسمان.

## وصلات خارجية
- الموقع الرسمي